# Kribiodosis longipalpis
Kribiodosis longipalpis är en tvåvingeart som beskrevs av Jean-Jacques Kieffer 1922. Kribiodosis longipalpis ingår i släktet Kribiodosis och familjen fjädermyggor. Inga underarter finns listade i Catalogue of Life.